# FIRA-Nationenpokal 1972/73
Der FIRA-Nationenpokal 1972/73 (engl. FIRA Nations Cup) war ein Wettbewerb für europäische Nationalmannschaften in der Sportart Rugby Union. Es handelte sich um die 13. Ausgabe der vom Verband FIRA organisierten Rugby-Union-Europameisterschaft sowie um die achte Ausgabe unter diesem Namen. Beteiligt waren neun Mannschaften, die in zwei Divisionen eingeteilt waren. Den Europameistertitel gewann zum zwölften Mal Frankreich.

## Modus
Tabellenpunkte: Für einen Sieg gab es drei Punkte, für ein Unentschieden zwei Punkte, bei einer Niederlage einen Punkt.
Spielpunkte: 4 Punkte für einen Versuch, 2 Punkte für eine Erhöhung, 3 Punkte für einen Strafstoß, 3 Punkte für ein Dropgoal.

## Erste Division
|    | Land       | Spiele | Siege | Unent. | Ndlg. | Spiel- punkte | Diff. | Tabellen- punkte |
| -- | ---------- | ------ | ----- | ------ | ----- | ------------- | ----- | ---------------- |
| 1. | Frankreich | 3      | 3     | 0      | 0     | 118:35        | + 83  | 9                |
| 2. | Rumänien   | 3      | 2     | 0      | 1     | 91:37         | + 54  | 7                |
| 3. | Spanien    | 3      | 1     | 0      | 2     | 56:55         | + 1   | 5                |
| 4. | Marokko    | 3      | 0     | 0      | 3     | 24:162        | − 138 | 3                |

| 26. November 1972 | Rumänien | 6 : 15 | Frankreich | Stadionul 1 Mai, Constanța |
| 26. November 1972 |          |        |            | Stadionul 1 Mai, Constanța |

| 3. März 1973 | Frankreich A | 73 : 6 | Marokko | Marmande |
| 3. März 1973 |              |        |         | Marmande |

| 11. März 1973 | Marokko | 9 : 20 | Spanien | Stade du C.O.C., Casablanca |
| 11. März 1973 |         |        |         | Stade du C.O.C., Casablanca |

| 14. April 1973 | Rumänien | 16 : 13 | Spanien | Stadionul 1 Mai, Constanța |
| 14. April 1973 |          |         |         | Stadionul 1 Mai, Constanța |

| 20. April 1973 | Rumänien | 69 : 9 | Marokko | Stadionul Dinamo, Bukarest |
| 20. April 1973 |          |        |         | Stadionul Dinamo, Bukarest |

| 3. Juni 1973 | Spanien | 23 : 30 | Frankreich A | Estadi Olimpic de Montjuic, Barcelona |
| 3. Juni 1973 |         |         |              | Estadi Olimpic de Montjuic, Barcelona |

## Zweite Division

### Gruppe A
|    | Land             | Spiele | Siege | Unent. | Ndlg. | Spiel- punkte | Diff. | Tabellen- punkte |
| -- | ---------------- | ------ | ----- | ------ | ----- | ------------- | ----- | ---------------- |
| 1. | Polen            | 2      | 1     | 0      | 1     | 29:25         | + 4   | 2                |
| 2. | Tschechoslowakei | 2      | 1     | 0      | 1     | 25:29         | − 4   | 2                |

| 8. Oktober 1972 | Polen | 23 : 9 | Tschechoslowakei | Akademia Wychowania Fizycznego, Warschau |
| 8. Oktober 1972 |       |        |                  | Akademia Wychowania Fizycznego, Warschau |

| 7. April 1973 | Tschechoslowakei | 16 : 6 | Polen | Prag |
| 7. April 1973 |                  |        |       | Prag |

### Gruppe B
|    | Land        | Spiele | Siege | Unent. | Ndlg. | Spiel- punkte | Diff. | Tabellen- punkte |
| -- | ----------- | ------ | ----- | ------ | ----- | ------------- | ----- | ---------------- |
| 1. | Portugal    | 2      | 1     | 1      | 0     | 12:9          | + 3   | 3                |
| 2. | Italien     | 2      | 1     | 0      | 1     | 19:21         | − 2   | 2                |
| 3. | Jugoslawien | 2      | 0     | 1      | 1     | 15:16         | − 1   | 1                |

| 26. November 1972 | Italien | 13 : 12 | Jugoslawien | Stadio Piergiorgio Perucca, Saint-Vincent |
| 26. November 1972 |         |         |             | Stadio Piergiorgio Perucca, Saint-Vincent |

| 25. Februar 1973 | Portugal | 9 : 6 | Italien | Estádio Universitário de Coimbra, Coimbra |
| 25. Februar 1973 |          |       |         | Estádio Universitário de Coimbra, Coimbra |

| 8. April 1973 | Jugoslawien | 3 : 3 | Portugal | Gradski stadion, Makarska |
| 8. April 1973 |             |       |          | Gradski stadion, Makarska |

### Finale
| 22. April 1973 | Polen | 35 : 13 | Portugal | Akademia Wychowania Fizycznego, Warschau |
| 22. April 1973 |       |         |          | Akademia Wychowania Fizycznego, Warschau |

| 13. Mai 1973 | Portugal | 13 : 3 | Polen | Estádio Sergio Conceição, Coimbra |
| 13. Mai 1973 |          |        |       | Estádio Sergio Conceição, Coimbra |

Polen steigt mit einem Gesamtergebnis von 38:26 auf.